# Quelpartoniscus setoensis
Quelpartoniscus setoensis is een pissebed uit de familie Scyphacidae. De wetenschappelijke naam van de soort is voor het eerst geldig gepubliceerd in 2003 door Nunomura.